# Schefflenzgäu
Als Schefflenzgäu wird ein Teil des Naturraums Bauland im Nordosten Baden-Württembergs bezeichnet, dessen Gebiet das namengebende Fließgewässer Schefflenz durchzieht, ein rechter Nebenfluss der Jagst. Das Schefflenzgäu, die naturräumliche Einheit Nr. 128.3 der Haupteinheitengruppe Neckar- und Tauber-Gäuplatten,  ist nicht weiter untergliedert. Für das Schefflenzgäu charakteristisch sind sanfte Schwellen und weite Mulden mit auf- und abschwingenden Hochflächen über Hauptmuschelkalk, an dessen Nordrand auch über Wellenkalk mit einzelnen tiefer eingeschnittenen Tälern. Auf den Höhen befinden sich Trockentälchen und teilweise Erdfälle. Das Schefflenzgäu wird vorwiegend ackerbaulich genutzt. Die Böden sind teilweise sehr ungleich, zum Teil tiefgründig, teilweise mit Lössdecken, aber auch flachgründig mit schweren Gesteinsböden sowie warme und steinige Rendzinaböden der Mergel- oder Kalkrücken. Die kleineren Täler im Oberen Muschelkalk sind schluchtartig eng, die im Unteren Muschelkalk haben dagegen breite Talsohlen, an denen mehrere Quellen austreten. An den Hängen streichen steile Muschelkalkbänke aus, dort gibt es Felsbänder, Trockenrasen, Schlehengebüsch und Steinriegel.

## Naturräumliche Gliederung
Das Schefflenzgäu ist folgender Teil des Naturraums Bauland der Haupteinheitengruppe Neckar- und Tauber-Gäuplatten:
- (zu 12 Neckar- und Tauber-Gäuplatten)
  - 128 Bauland
    - 128.1 Neckarelzer Tal
    - 128.2 Brunnenwald
    - 128.3 Schefflenzgäu
    - 128.4 Waidach
    - 128.5 Mittleres Bauland
      - 128.50 Seckach-Kirnau-Platten
      - 128.51 Kessachplatten
      - 128.52 Stöckig

    - 128.6 Östliches Bauland
    - 128.7 Buchener Platte
    - 128.8 Naturräumliche Einheit 128.8 (ohne Namen)
      - 128.80 Nördliches Bauland
      - 128.81 Wolferstetten-Eiersheimer Höhe
      - 128.82 Buch am Ahorn